# Saint-Malo-de-Phily
Saint-Malo-de-Phily é uma comuna francesa na região administrativa da Bretanha, no departamento Ille-et-Vilaine. Estende-se por uma área de 18,64 km². Em 2010 a comuna tinha 1 097 habitantes (densidade: 58,9 hab./km²).